# Symbolika liczb
Symbolika liczb – przypisywanie dodatkowej treści i znaczenia liczbom występującym w określonym kontekście kulturowym lub literackim, a nawet naukowym – oprócz ich konkretnej wartości matematycznej. Nierzadko symboliczna wymowa liczby dość daleko odbiega od jej wymiernej wartości.
Często określone znaczenie symboliczne wiąże się z wcześniejszym wystąpieniem danej liczby jako konkretnej wartości w znanej sytuacji (np. 12 miesięcy, 12 godzin na tarczy zegara, 12 apostołów, 12 plemion izraelskich itd. – stąd 12 jako symbol zupełności i zorganizowania). Kiedy indziej znaczenie danej liczby wynika z trudnych obecnie do ustalenia przesłanek kulturowych: sytuacji, których obecnie nie znamy, utartych powiedzeń, a nawet mitów i przesądów. Jednak nierzadko znajomość znaczenia symbolicznego danej liczby jest wręcz konieczna do zrozumienia znaczenia wypowiedzi zawartych w określonym dziele literackim. Do najbardziej znanych należy symbolika liczb użytych w proroczych objawianiach zawartych w Piśmie Świętym, zwłaszcza w biblijnej Księdze Apokalipsy.
W Polsce toczyły się dyskusje nad symboliką liczby 44 w dramacie Dziady Adama Mickiewicza. Symbolika liczb rozumiana jako jeden z wyrazów porządku panującego we wszechświecie miała także wpływ na kształtowanie poglądów naukowych, w szczególności w astronomii (np. w pitagorejskiej harmonii sfer  rozwijanej jeszcze do czasów Jana Keplera – w jego pracy Harmonices Mundi (Harmonia świata) z 1619 roku).

## Grecy
Pitagoras z Samos (VI w. p.n.e.) głosił, że „liczba jest istotą wszystkiego” lub „wszystko uregulowane jest podług liczby”. Pitagorejczycy postrzegali liczby nieparzyste jako pozytywne, aktywne i męskie, natomiast parzyste jako negatywne, bierne i żeńskie.
Euklides definiował liczbę jako wielość składającą się z jednostek. W związku z tym starożytni Grecy nie uważali jedynki za liczbę, lecz za matkę, podstawę i źródło wszystkich liczb. Dla pitagorejczyków jedynka symbolizowała rozum.
Dwójka, podobnie jak inne liczby parzyste, oznaczała żeńską zasadę.
W mitologii greckiej trzej bogowie (Zeus, Posejdon i Hades) podzielili się władzą nad światem (niebem, morzem i światem podziemnym). Atrybutem Posejdona był trójząb, a Hadesa – trójgłowy pies Cerber. Rywalizacja trzech bogiń (Hery, Ateny i Afrodyty) o złote jabłko doprowadziła do wojny trojańskiej. Pomniejsze bóstwa, zwłaszcza żeńskie, często występowały w grupach po trzy: trzy Mojry (Parki), trzy Charyty (Gracje), trzy Erynie (Furie).
W mitologii greckiej występowały cztery wiatry (północny Boreasz, zachodni Zefir, wschodni Apeliotes i południowy Notos).
Piątka była dla pitagorejczyków symbolem zdrowia i człowieka jako mikrokosmosu. Jako połączenie „żeńskiej” dwójki i „męskiej” trójki oznaczała także miłość i małżeństwo.
Szóstkę nazywano liczbą doskonałą. Uważano ją za symbol hermafrodyty.
Siódemka poświęcona była bóstwom słonecznym, m.in. Heliosowi i Apollinowi. W mitologii występowało siedem Plejad; różne źródła podają od dwóch do siedmiu Hiad i od trzech do siedmiu Hesperyd. Niobe miała siedmiu synów i siedem córek, a Minotaur pożerał co roku siedmiu młodzieńców i siedem dziewcząt. Helios miał siedmiu synów. Tebański wróżbita Tejrezjasz żył przez siedem pokoleń (przez siedem lat jako kobieta). Teby miały siedem bram, obleganych przez siedmiu bohaterów (Siedmiu przeciw Tebom). Wyróżniano siedem cudów świata i siedmiu mędrców, a siedem miast rywalizowało w sporze o pochodzenie Homera. Według pitagorejczyków siódemka, jako suma czwórki (oznaczającej świat) i trójki (bóstwo), symbolizowała Wszechświat, przestrzeń i stworzenie.
Ósemka była świętą liczbą Afrodyty, Posejdona i Apollina. U pitagorejczyków oznaczała równowagę i sprawiedliwość, była symbolem słońca, wzrostu i mądrości.
W mitologii występowało dziewięć Muz. Według Hezjoda, brązowe kowadło spadałoby 9 dni i nocy z nieba na ziemię i tyle samo czasu z ziemi do Tartaru. Za złamanie przysięgi, bogom groziło wygnanie z Olimpu na dziewięć lat. Arka Deukaliona pływała w czasie potopu przez dziewięć dni. Dziewięć dni szukała Demeter swojej córki Kory, stąd misteria eleuzyńskie trwały dziewięć dni (prawdopodobnie jest to nawiązanie do czasu ciąży trwającej dziewięć miesięcy). Przez dziewięć dni i nocy Leto rodziła Artemidę i Apollina.
Dziesiątka uważana była za symbol doskonałości i pełni jako łączna liczba palców u rąk oraz suma pierwszych czterech liczb {\displaystyle (1+2+3+4)}. Dla pitagorejczyków tetraktys – dziesięć kropek ułożonych w kształt trójkąta – był świętym symbolem, na który przysięgali i który uważali za korzeń i źródło wiecznej Natury. Wymieniano dziesięciu mówców attyckich.
W mitologii występowało dwunastu bogów olimpijskich, a w astronomii i astrologii – dwanaście znaków Zodiaku. Herakles wykonał dla króla Eurysteusza dwanaście prac.

## Rzymianie
Dwójka była liczbą niepomyślną, poświęconą Plutonowi, którego święto obchodzono drugiego dnia drugiego miesiąca.
Trójka była liczbą świętą, powiązaną z przysięgami i czarami. Na Kapitolu oddawano cześć Trójcy Kapitolińskiej: Jowiszowi, Junonie i Minerwie. Sybilla oferowała królowi Tarkwiniuszowi Pysznemu dziewięć ksiąg zawierających proroctwa; po spaleniu sześciu z nich sprzedała pozostałe trzy za tę samą cenę. Sentencje łacińskie dotyczące trójki:
- Tres faciunt collegium – trzej tworzą zgromadzenie[27].
- Omne trinum perfectum – wszystko, co potrójne, jest doskonałe[10].

Owidiusz w Metamorfozach przedstawił rozwój ludzkości w postaci czterech wieków: złotego, srebrnego, brązowego i żelaznego.
Pięć głównych bóstw galijskich (Teutatesa, Belenosa, Esusa, Taranisa i nieznaną boginię) Juliusz Cezar w dziele O wojnie galijskiej przedstawił jako Merkurego, Apollina, Marsa, Jowisza i Minerwę.
Rzym zbudowano na siedmiu wzgórzach: Palatyn, Kapitol, Kwirynał, Wiminał, Eskwilin, Celius i Awentyn. Od założenia miasta rządziło Rzymem siedmiu królów: Romulus, Numa Pompiliusz, Tullus Hostiliusz, Ankus Marcjusz, Tarkwiniusz Stary, Serwiusz Tuliusz i Tarkwiniusz Pyszny.
Lemuria, rzymskie święto zmarłych, obchodzono 9, 11 i 13 maja. Podczas tych świąt ojciec rodziny, wychodząc nocą boso z domu, rzucał za siebie ziarna grochu lub bobu, powtarzając dziewięciokrotnie: „Przez ten groch (albo: bób) wykupuję siebie i swoich”.
Czasami symbolika liczb nawiązuje do wyglądu, w jaki są przedstawiane. Przykładowo, w starożytnym Rzymie liczby wyrażano układem palców, co pozwoliło św. Hieronimowi powiązać przypowieść o ziarnie dającym plon trzydziestokrotny, sześćdziesięciokrotny i stukrotny z małżeństwem i dziewictwem.

## Biblijna symbolika liczb
Jakkolwiek w przypadku niektórych liczb spotyka się różne zrozumienie ich znaczenia w Piśmie Świętym, można podać szereg przykładów wyraźnej symboliki liczb w Biblii:
| Liczba | Znaczenie symboliczne                                                                                   | Przykłady użycia             |
| ------ | --- | ---------------------------- |
| 1      | wyjątkowość, zwłaszcza w odniesieniu do Boga                                                            | Pwt 6,4; 2 Krl 19,15         |
| 2      | potwierdzenie, pewność                                                                                  | Rdz 41,32; Iz 40,2; Hbr 6,18 |
| 3      | nasilenie, podkreślenie znaczenia                                                                       | Iz 6,3; Jr 7,4               |
| 4      | porządek w odniesieniu do spraw ziemskich, powszechność                                                 | Rdz 2,10                     |
| 6      | niedoskonałość, niepełność                                                                              | 2 Sm 21,20; Ap 13,18         |
| 7      | pełnia, całość, doprowadzenie czegoś do końca                                                           | Jz 6,2–4,15; Ap 5,1–6        |
| 8      | doskonałość, nieskończoność, obfitość                                                                   | Mi 5,5 (5,4, BT)             |
| 10     | zupełność w odniesieniu do spraw ziemskich                                                              | Ap 13,1                      |
| 12     | zupełność, zorganizowanie sług Bożych                                                                   | Ap 7,5–8; 12,1               |
| 40     | wskazuje na ważny okres (np. sądu lub kary)                                                             | Rdz 7,4; Ez 29,11–12; Mt 4,2 |
| 77     | nieograniczoność, nieskończoność                                                                        | Mt 18,22                     |
| 666    | wieloaspektowa, rażąca niedoskonałość, powszechne zło („liczba bestii” i „liczba [upadłego] człowieka”) | Ap 13,18                     |

## Judaizm
Popularną w judaizmie symbolikę liczb zwięźle przedstawia dziecięca wyliczanka echad mi jodea („kto wie, co to jest jeden?”), tradycyjnie recytowana w święto Paschy :

Kto wie co to jest jeden? – ja wiem, co to jest jeden: jeden jest Bóg na niebie i na ziemi.
Kto wie co to jest dwa? – ja wiem, co to jest dwa: dwie Tablice Przymierza, jeden Bóg na ziemi i niebie.
Kto wie co to jest trzy? – ja wiem, co to jest trzy: trzech jest praojców: Abraham, Izaak i Jakub, dwie Tablice Przymierza, jeden Bóg na niebie i ziemi.
I tak do trzynastu:
Kto wie co to jest trzynaście? – ja wiem, co to jest trzynaście: trzynaście atrybutów Boga, dwanaście plemion Izraela, jedenaście gwiazd, które przyśniły się Józefowi, dziesięcioro przykazań, dziewięć miesięcy ciąży, ósmego dnia obrzezanie, siedem dni tygodnia, sześć ksiąg Miszny, pięć ksiąg Tory, cztery pramatki: Sara, Rebeka, Lea, Rachela, trzech praojców: Abraham, Izaak i Jakub, dwie tablice Przymierza, jeden Bóg na niebie i ziemi.

## Chrześcijaństwo
Wyliczankę analogiczną do powyższej, ale osadzoną w kulturze polskiej i chrześcijańskiej, przytoczył Seweryn Udziela w artykule w tomie 13 miesięcznika „Wisła” (1899):

1. A ty żacku ucony, coś był w skole ćwicony, powiedz, co jes jedén?

– Jedén Syn Maryji, co w niebie króluje, a na ziemi panuje.

2. A ty żacku ucony, coś był w skole ćwicony, powiedz, co jest dwa?

– Dwie tablice Mojzesowe, jedén Syn Maryji, co w niebie króluje, a na ziemi panuje.

3. A ty żacku ucony... i t. d., co jes trzy?

– Trzech patryjarchów, dwie tablice Mojzesowe, jedén Syn Maryji... i t. d. jak wyżej.

4. A ty żacku ucony... i t. d., co jes śtyry?

– Śtyry listy Wanielisty (Ewangielisty), trzech patryjarchów, dwie tablice... i t. d. jak wyżej.

5. A ty żacku ucony... i t. d., co jes pięć?

– Pięć ron cierpioł Pon, śtyry listy Wanielisty...i t. d. jak wyżej.

6. A ty żacku ucony... i t. d., co jes sześ?

– Sześ grają w leliją (?) przed Nojświętsą Maryją, pięć ron cierpioł Pon... i t. d. jak wyżej.

7. A ty żacku ucony... i t. d., co jes siedem?

– Siedem Sakramentów, sześ grają w leliją... i t. d. jak wyżej.

8. A ty żacku ucony... i t. d., co jes osiem?

– Osiem świętych miłości, siedem Sakramentów...i t. d. jak wyżej.

9. A ty żacku ucony... i t. d., co jes dziewięć?

– Dziewięć chórów anielskich, osiem świętych miłości... i t. d. jak wyżej.

10. A ty żacku ucony... i t. d., co jes dziesięć?

– Dziesięć przykozoń Boskich, dziewięć chórów anielskich... i t. d. jak wyżej.

11. A ty żacku ucony... i t. d., co jes jedynoście?

– Jedynoście proroków, dziesięć przykozoń Boskich... i t. d. jak wyżej.

12. A ty żacku ucony... i t. d., co jes dwanoście?

– Dwanoście apostołów, jedynoście proroków... i t. d. jak wyżej.

13. A ty żacku ucony... i t. d., co jes trzynoście?

– Trzynoście – kogut zapioł,

Djeboł się w smołe ozloł,

Dwanoście apostołów,

Jedynoście proroków,

Dziesięć przykozoń Boskich,

Dziewięć chórów anielskich,

Osiem świętych miłości,

Siedem Sakramentów,

Sześć grają w leliją przed Nojświętsą Maryją,

Pięć ron cierpioł Pon

Śtyry listy Wanielisty,

Trzech patryjarchów,

Dwie tablice Mojzesowe,

Jedén Syn Maryji, co w niebie króluje, a na ziemi panuje.

Jedynka w chrześcijaństwie odnosi się przede wszystkim do jedynego Boga. Dwójka symbolizuje podwójną naturę Chrystusa: boską i ludzką.
Trójka odnosi się do Trójcy świętej. W katechizmie występują trzy cnoty teologalne (wiara, nadzieja i miłość), trzy dobre uczynki (modlitwa, post, jałmużna), a także trzy rady ewangeliczne (czystość, ubóstwo, posłuszeństwo). Trzej królowie ofiarowali Jezusowi trzy dary.
Cztery to liczba ewangelistów; wymieniane są cztery cnoty kardynalne. W związku z występowaniem czterech stron świata i czterech żywiołów, czwórka może także oznaczać świat doczesny. Dwie kombinacje „duchowej” trójki i „materialnej” czwórki: ich suma {\displaystyle (3+4=7)} oraz iloczyn {\displaystyle (3\times 4=12)} – dają w wyniku siódemkę i dwunastkę, liczby uważane za szczególnie doskonałe.
Pięć jest liczbą ran Chrystusa. W katolicyzmie występuje pięć przykazań kościelnych.
Siódemka, jako liczba dni stworzenia, jest symbolem doskonałości. W katolicyzmie i prawosławiu występuje siedem sakramentów. Siedem jest darów Ducha Świętego. Katechizm wymienia siedem grzechów głównych, tradycyjnie podaje się także siedem odpowiadających im cnót (także trzy cnoty teologalne i cztery cnoty kardynalne w sumie dają siedem). Inne przykłady to siedem słów Jezusa na krzyżu, siedem trąb i księga zamknięta na siedem pieczęci w Apokalipsie świętego Jana, a także siedem psalmów pokutnych.
Także ósemka wyraża doskonałość i pełnię, ponieważ po stworzeniu świata widzialnego w siedem dni, nastąpiło niewidzialne „królestwo łaski”. Średniowieczne baptysteria wznoszono często na planie ośmiokąta – na znak, że włączenie w Bożą łaskę wieńczy dzieło stworzenia.
Dziewięć to liczba chórów anielskich.
Dziesięć, jako liczba przykazań, symbolizuje prawo Mojżeszowe.
Dwanaście jest liczbą apostołów. Pojawia się także w Apokalipsie, m. in. jako liczba bram niebiańskiego Jeruzalem.

## Numerologia
Systemem wykorzystującym symbolikę jest numerologia, czyli pseudonaukowa metoda wróżenia z liczb (np. z dat lub liczb przypisanych literom).

## Symboliczne wykorzystanie literowego zapisu liczb
Ponieważ liczby mogą być zapisywane przy pomocy liter, które wówczas pełnią rolę cyfr, jak ma miejsce w systemie rzymskim, staroarabskim i in., lub też kolejnym literom alfabetu można przypisać kolejne liczby, symbolika liczb może być przeniesiona na symbolikę liter i zapisanych nimi słów. Systemy wzajemnego szyfrowania znaczeń cyfr, liczb, liter i wyrazów znajdują zastosowanie w numerologii, a także pokrewnych jej praktykach jak izopsefia lub gematria. Jednym z najbardziej badanych w ten sposób przykładów jest liczba 666 (liczba Bestii), która ma symbolizować Antychrysta. Przy zastosowaniu różnych systemów liczbę tę wywodzono z zapisu imion niektórych cesarzy rzymskich szczególnie prześladujących chrześcijan, a w czasie reformacji i kontrreformacji z nazwisk lub tytułów Lutra i papiestwa. W tej samej zasadzie dopatrywane jest źródło przesądu związanego z liczbą 17 w kulturze włoskiej, gdyż zapis XVII jest anagramem łacińskiego słowa vixi, tj. „żyłem” rozumianego „nie żyję”.